# Ophichthus aphotistos
Ophichthus aphotistos är en fiskart som beskrevs av Mccosker och Chen 2000. Ophichthus aphotistos ingår i släktet Ophichthus och familjen Ophichthidae. Inga underarter finns listade i Catalogue of Life.